# Задро, Благо
Благо Задро — хорватский военный деятель, активный участник войны в Хорватии.

## Биография
Благо Задро родился в небольшой деревне Доньи Мамичи в западной Герцеговине. Его семья переехала в Борово Населье, промышленный район Вуковара, в 1954 году, где он окончил среднюю школу и начал работать на комбинате Борово. Он смешивал химикаты и резину. В 1968 году он женился на сотруднице комбината. У них было трое сыновей: Роберт, Томислав и Иосип. Задро интересовался хорватской историей, особенно репатриацией из Блейбурга, и не поддерживал коммунистические власти. 
С конца 1980-х гг. активно участвовал в политических событиях в Югославии, стал первым заместителем председателя ХДС в Вуковаре. Вступил в хорватскую армию. Задро командовал 3-м батальоном 204-й хорватской армейской бригады во время битвы за Вуковар с самого начала боевых действий вместе с двумя своими сыновьями, где он руководил действиями против Югославской народной армии (ЮНА) и местных сербских формирований. 
Подразделению Задро было поручено защищать важную улицу Трпиньска цеста (дорога Трпинья), открытая дорога, ведущая прямо в Вуковар. Из-за своей важности дорога стала основной целью для танковых подразделений ЮНА, атакующих город, и она стала известна как танковое кладбище из-за действий противотанковых ракетных групп Задро, которые отбили множество танковых атак.
Задро погиб в бою 16 октября 1991 года. Его тело было обнаружено и захоронено его подразделением. После капитуляции города его тело было вывезено и оставалось пропавшим без вести до 1998 года, когда оно было найдено вместе с телами 937 других жертв в братской могиле в Борово Населье. После его смерти он получил звание генерал-майора.